# Horst Floth
Horst Floth (n. 24 iulie 1934, Karlsbad, Baden-Württemberg, Germania – d. 5 octombrie 2005, Feldafing, Bavaria, Germania) a fost un bober ce a reprezentat Germania, medaliat olimpic. A participat la 2 ediții ale Jocurilor Olimpice (1968, 1972) în care a câștigat două medalii de argint.